# Квортон
Квортон (швед. Quorthon, 17 лютого 1966, Стокгольм, Швеція — 7 червня 2004, Стокгольм, Швеція) — шведський музикант-мультиінструменталіст, засновник гурту Bathory. Вважається родоначальником жанру вікінг-метал. Своє справжнє ім'я намагався не афішувати, проте найпоширенішою чуткою є та, що його звали Томас Форсберг (швед. Tomas Forsberg). Псевдонім Квортон походить від імені одного з демонів і використовувався музикантом як під час роботи у Bathory, так і у сольному проекті.

## Життєпис
Квортон заснував гурт Bathory у 1983 році, коли йому було лише 17. До цього він грав у oi!-команді Stridskuk. Перші альбоми хлопець записав з допомогою Бер'є Форсберга, якого деякі дотепер вважають його батьком, проте ці чутки радше за все безпідставні, адже Бор'є старший за Квортона лише на 12 років. Перший альбом Bathory було записано у гаражі автора багатьох відомих поп-шлягерів Петера Гіммельстранда.
Квортон був головним ідеологом гурту, автором пісень та виконавцем більшості музичних партій. Інші музиканти з'являлися у Bathory лише епізодично, концертна діяльність колективу була зведена майже до нуля. Незважаючи на це, слід, який залишила у світі музики робота гурту, важко переоцінити — Квортон справедливо вважається засновником стилю вікінг-метал та одним з піонерів ранньої хвилі блек-металу (разом з гуртом Venom) завдяки альбому «Bathory».
У середині 90-х років XX сторіччя Квортон тимчасово відволікається від роботи з Bathory та видає EP і два повноформатні альбоми під власним «іменем». Музика цього проекту кардинально відрізнялася від усього, що музикант робив до цього — це було щось схоже на рок-н-рол, що зазнав впливу блюзу. Втім, надалі він цей напрямок своєї творчості не розвивав, зосередившись знову на основному проекті.
У червні 2004 року Квортон помер уві сні у власній квартирі в Стокгольмі від серцевого нападу, що став наслідком вродженого пороку серця. Спершу інформація про його смерть з'явилася на порталі «Blabbermouth.net», де й було вказано ім'я Квортона — Томас Форсберг, а також зазначено його родинні зв'язки з власником Black Mark Production Бер'є Форсбергом. Пізніше цю інформацію передрукували й інші видання, не перевіряючи її точність. Натомість, некролог на офіційному сайті гурту не містив жодних посилань на те, що Квортона звали саме так, і називався «У пам'ять про Ейса/Квортона» (англ. «In memory of Ace/Quorton»). Ще за життя Квортон декілька разів вводив журналістів у оману, відповідаючи на питання про своє справжнє ім'я: німецькому журналісту він відповів, що його звуть «Runka Snorkråka», а іншому іноземному кореспонденту, що його ім'я — «Pugh Rogefeldt».
Остання робота музиканта побачила світ вже після його смерті — у 2005 році було видано його спільний трек зі співачкою Єнні Теблер, що була рідною сестрою Квортона. Сингл, який було записано на початку 2004 року, отримав назву «Silverwing».

## Дискографія

### Bathory
| Альбом                           | Рік  | Формат | Лейбл                 |
| -------------------------------- | ---- | ------ | --------------------- |
| Scandinavian Metal Attack        | 1984 | Спліт  | Tyfon Grammofon       |
| Demo 83-84                       | 1984 | Демо   |                       |
| Bathory                          | 1984 | Альбом | Black Mark Production |
| Split with Hellhammer            | 1985 | Спліт  |                       |
| The Return......                 | 1985 | Альбом | Black Mark Production |
| Under the Sign of the Black Mark | 1986 | Альбом | Black Mark Production |
| Blood Fire Death                 | 1988 | Альбом | Black Mark Production |
| Hammerheart                      | 1990 | Альбом | Black Mark Production |
| Twilight of the Gods             | 1991 | Альбом | Black Mark Production |
| Requiem                          | 1994 | Альбом | Black Mark Production |
| Octagon                          | 1995 | Альбом | Black Mark Production |
| Blood on Ice                     | 1996 | Альбом | Black Mark Production |
| The True Black Essence           | 1999 | Бутлег |                       |
| Destroyer of Worlds              | 2001 | Альбом | Black Mark Production |
| Nordland I                       | 2002 | Альбом | Black Mark Production |
| Nordland II                      | 2003 | Альбом | Black Mark Production |

### Сольні роботи
| Альбом                  | Рік  | Формат | Лейбл                 |
| ----------------------- | ---- | ------ | --------------------- |
| Album                   | 1994 | Альбом | Black Mark Production |
| When Our Day Is Through | 1997 | Альбом | Black Mark Production |
| Purity of Essence       | 1997 | Альбом | Black Mark Production |

### Jennie Tebler
| Альбом     | Рік  | Формат | Лейбл                 |
| ---------- | ---- | ------ | --------------------- |
| Silverwing | 2005 | Сингл  | Black Mark Production |